# Gare de Gravelbourg
La  gare de Gravelbourg  à Gravelbourg, en Saskatchewan, est une ancienne gare du Canadian Northern Railway (CNoR). Bien patrimonial reconnu par le village Gravelbourg, la gare est située à l'extrémité nord de la rue Main dans le village .

## Situation ferroviaire
La gare se trouve sur la ligne du CnoR  de Avolea et Neidpath, au mille 78.5 de la subdivision de Gravelbourg.

## Histoire
La gare est construite selon un plan standard de gare de troisième classe de la Canadian Northern Railway (Plan n ° 100-52) avec des modifications mineures. Elle est conçue pour inclure des quartiers résidentiels de l'agent de la gare au rez-de-chaussée et au deuxième étage. 
Le premier train arrive en gare le 20 septembre 1913.
La gare conserve plusieurs éléments originaux à la conception de la gare, mais elle est couverte en stuc depuis 1937. La gare offre un service de passagers bihebdomadaire jusqu’aux années 1950, ainsi que la réception du courrier et du fret. Elle avait aussi des services de billetterie et de télégramme. La gare est vendue par le Canadien National (successeur du CNoR) en 1981.

## Patrimoine ferroviaire
Depuis sa fermeture, elle servait des bureaux municipaux entre 1987 et 1997 et est maintenant une résidence privée . 